# Bonópolis
Bonópolis este un oraș în Goiás (GO), Brazilia.